# Apopka
La ville d’Apopka est située dans le comté d’Orange, en Floride, aux États-Unis. Lors du recensement de 2020, elle comptait 54 873 habitants.

## Démographie
| 1890 | 1900 | 1910 | 1920 | 1930  | 1940  |
| ---- | ---- | ---- | ---- | ----- | ----- |
| 490  | 218  | 410  | 798  | 1 134 | 1 312 |

| 1950  | 1960  | 1970  | 1980  | 1990   | 2000   |
| ----- | ----- | ----- | ----- | ------ | ------ |
| 2 254 | 3 578 | 4 045 | 6 019 | 13 512 | 26 642 |

| 2010   | 2020   | - | - | - | - |
| ------ | ------ | - | - | - | - |
| 41 542 | 54 873 | - | - | - | - |

## Source
- (en) Cet article est partiellement ou en totalité issu de l’article de Wikipédia en anglais intitulé « Apopka, Florida » (voir la liste des auteurs).